# 阳江站
阳江站，位于中国广东省阳江市江城区岗列街道，是深湛铁路上的火车站，于2018年7月1日正式启用，由中国铁路广州局集团有限公司管辖。
截至2025年7月1日全国铁路季度调图，阳江站共开行图定营业列车123列，其中上行61列，下行62列。

## 车站结构
本站为高架二层车站（3台7线）。

### 车站楼层
| 地上二层 | 侧式站台 | 侧式站台                          | 侧式站台 | 侧式站台 |
|          | 上行站台 | 深湛铁路 西丽方向（下站：阳东）   |          |          |
|          | 上行站台 | 深湛铁路 西丽方向（下站：阳东）   |          |          |
|          | 岛式站台 |                                   |          |          |
|          | 上行站台 | 深湛铁路 西丽方向（下站：阳东）   |          |          |
|          |          | 深湛铁路 西丽方向正线             |          |          |
|          |          | 深湛铁路 湛江西方向正线           |          |          |
|          | 下行站台 | 深湛铁路 湛江西方向（下站：阳西） |          |          |
|          | 岛式站台 |                                   |          |          |
|          | 下行站台 | 深湛铁路 湛江西方向（下站：阳西） |          |          |
| 地面     | 站厅     | 售票处、候车区、进站口、出站口    |          |          |

## 外部連結
- 维基共享资源上的相關多媒體資源：阳江站